# 伊麗莎白·拜索
伊麗莎白·拜索（英語：Elizabeth Beisel，1992年8月18日—），美国女子游泳運動員。曾在2012年夏季奥林匹克运动会奪得一面銀牌和一面铜牌。她也参加了2008年夏季奥林匹克运动会和2016年夏季奥林匹克运动会。